# الآثار الصحية للسنوس
تختلف المكونات الكيميائية لأنواع السنوس المختلفة، وتشير الدراسات على مستوى السكان إلى أن مخاطر الأمراض تختلف أيضًا. استخدام السنوس مضر بالصحة، على الرغم من أنه أقل بكثير من تدخين التبغ.

## السنوس والسرطان: دراسات متضاربة
وجدت دراسة أجريت على ما يقرب من 10,000 عامل بناء سويدي من الذكور ونشرت في المجلة الدولية للسرطان في عام 2008 زيادة ذات دلالة إحصائية في معدل الإصابة بالفئة المجمعة من سرطان الفم وسرطان البلعوم بين المستخدمين اليوميين للسنوس. دراسات أخرى ومقالات رأي في مجلات مرموقة، مثل المجلة الطبية البريطانية و ذا لانسيت، لا تؤكد أي علاقة بين استخدام السنوس وسرطان الفم، ولكن إحدى الدراسات تشير إلى وجود زيادة محتملة في خطر الإصابة بـ سرطان البنكرياس نتيجة لاستخدام السنوس. وجد تحليل مجمع لتسع دراسات مستقبلية شملت أكثر من 400,000 رجل ونشرت في المجلة الدولية للسرطان في عام 2017 أن استخدام السنوس لم يكن مرتبطًا بزيادة خطر الإصابة بسرطان البنكرياس.

## الإجراءات التنظيمية: حظر السنوس في الاتحاد الأوروبي

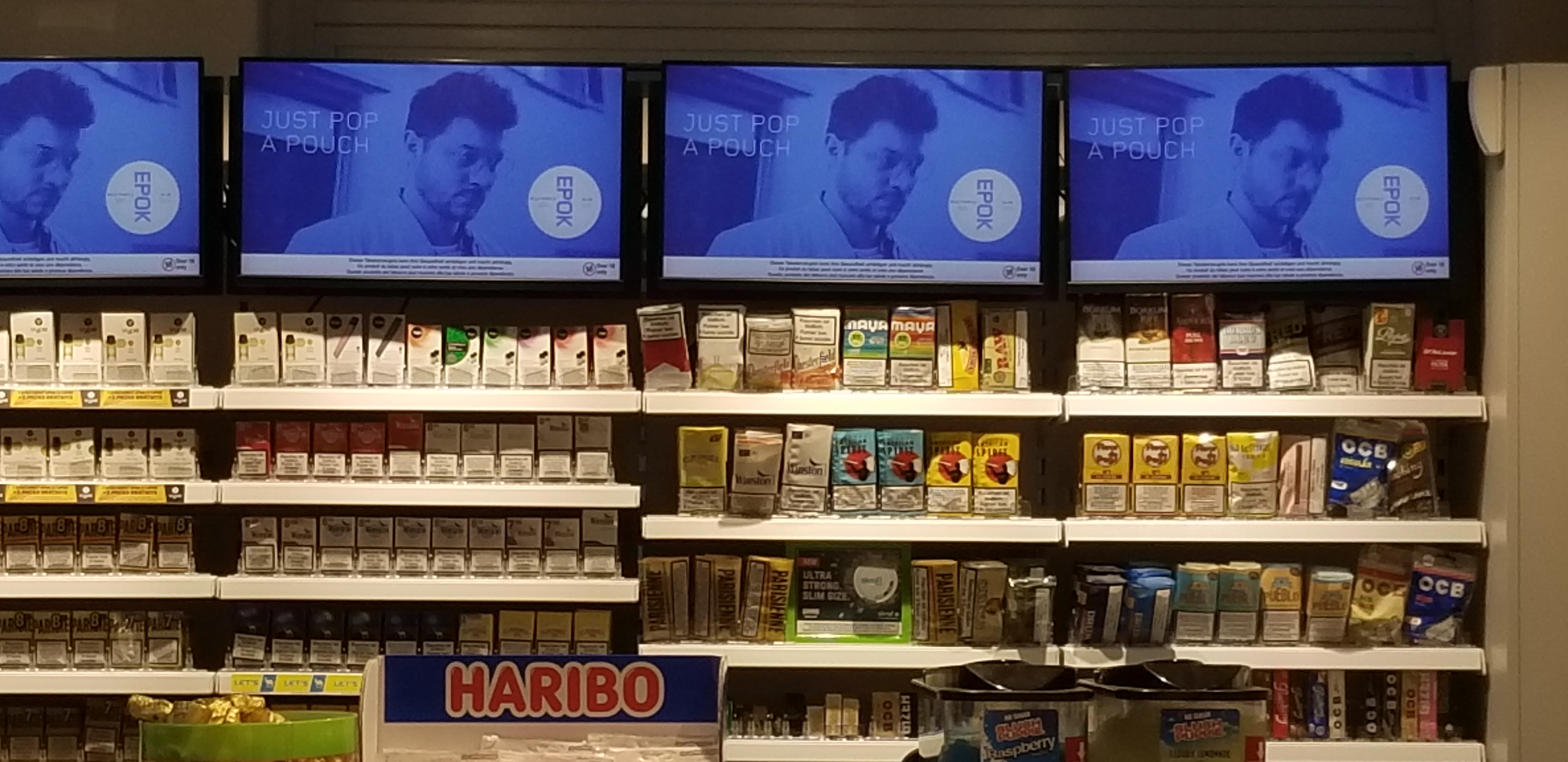
متجر للتبغ في نوشاتيل، سويسرا عام 2020: الإعلان عن التبغ (هنا عن سنوس إيبوك من بريتيش أمريكان توباكو) مسموح به داخل المتجر.

حظر الاتحاد الأوروبي بيع السنوس في عام 1992، بعد أن خلصت دراسة لمنظمة منظمة الصحة العالمية (WHO) عام 1985 إلى أن "الاستخدام الفموي للنشوق من الأنواع المستخدمة في أمريكا الشمالية وأوروبا الغربية مسرطن للبشر"، ولكن لجنة منظمة الصحة العالمية المعنية بالتبغ أقرت أيضًا بأن الأدلة غير قاطعة فيما يتعلق بالعواقب الصحية لمستهلكي السنوس. فقط السويد والنرويج، العضوتين في الرابطة الأوروبية للتجارة الحرة (EFTA)، مستثنيتان من هذا الحظر. لقد جعلت حركة شعبية خلال الفترة التي سبقت استفتاء عام 1994 على عضوية السويد في الاتحاد الأوروبي الإعفاء من حظر الاتحاد الأوروبي لبيع السنوس شرطًا لمعاهدة العضوية.

## السنوس كبديل للتدخين: الحجج والتداعيات
أدت الإجراءات الأخيرة التي اتخذتها العديد من الحكومات الأوروبية للحد من استخدام السجائر إلى دعوات لرفع الحظر عن السنوس، لأنه يعتبر عمومًا أقل ضررًا من دخان السجائر، سواء للمستخدم  وللآخرين.

## التغييرات التنظيمية والخلافات في وضع العلامات على السنوس
قدمت شركة تصنيع السنوس السويدية ماتش طلب منتج تبغ معدل المخاطر (MRTP) إلى مركز منتجات التبغ التابع لـ إدارة الغذاء والدواء (FDA) الأمريكية لتعديل متطلبات الملصق التحذيري عن طريق:
1. إزالة التحذيرات الحالية، "يمكن أن يسبب هذا المنتج سرطان الفم" و"يمكن أن يسبب هذا المنتج أمراض اللثة وفقدان الأسنان".
2. استبدال التحذير الحالي، "هذا المنتج ليس بديلاً آمنًا للسجائر"، بـ "لا يوجد منتج تبغ آمن، لكن هذا المنتج يمثل مخاطر أقل بكثير على الصحة من السجائر".
3. الاحتفاظ بالتحذير الحالي، "التبغ عديم الدخان يسبب الإدمان."

صوتت اللجنة الاستشارية العلمية لمنتجات التبغ التابعة لإدارة الغذاء والدواء ضد الطلب في أبريل 2015، لكن شركة Swedish Match تواصل جهودها لإجراء هذا التغيير.
كما قدمت شركة آر. جي. رينولدز طلب MRTP إلى إدارة الغذاء والدواء لمنتج السنوس جمل الخاص بها. اعتبارا من|مايو 2018، لم تصدر إدارة الغذاء والدواء بعد حكمًا.
نشرت المجلة الطبية ذا لانسيت  دراسة رئيسية بعنوان "التقييم المقارن للمخاطر العالمية والإقليمية والوطنية لـ 84 من المخاطر السلوكية والبيئية والمهنية والاستقلابية أو مجموعات المخاطر، 1990-2016: تحليل منهجي لدراسة العبء العالمي للأمراض لعام 2016"، في نوفمبر 2017. وكانت الاستنتاجات العلمية فيما يتعلق بالسنوس على النحو التالي: "هناك أدلة كافية على أن مضغ التبغ ومنتجات أخرى ذات سمية مماثلة تسبب خطرًا زائدًا للإصابة بسرطان الفم والمريء، في حين أن الأدلة الحالية في هذا الوقت لا تدعم إسناد العبء إلى السنوس أو منتجات التبغ عديمة الدخان المماثلة." ...بينما بالنسبة للسنوس أو النشوق، لم نجد أدلة كافية على وجود خطر نسبي [RR] أكبر من واحد لأي نتيجة صحية." الخطر النسبي [RR] البالغ 1.0، يعني أنك متوسط - [لا يوجد فرق في المخاطر بين مجموعتي التحكم والتجربة]".

## السنوس أثناء الحمل وتوافره في الولايات المتحدة
أثناء الحمل والرضاعة الطبيعية، يُنصح الأمهات بعدم استخدام أي منتجات تحتوي على النيكوتين، مما يضر بالجنين.
يتوفر السنوس الاسكندنافي بانتظام، ومبردًا، في الولايات المتحدة في متاجر بيع التبغ ومحطات الوقود المختارة، خاصة في المدن الكبرى. يوجد السنوس الأمريكي المحلى والمختلف تمامًا بشكل أكثر شيوعًا في المتاجر الصغيرة، في علامات تجارية متعددة تنتجها شركات السجائر التي تتخذ من الولايات المتحدة مقراً لها. لم يحقق أي من فئتي المنتجات الكثير من الاختراق في الحصة السوقية التي تحتفظ بها منتجات التبغ المغمس الأكثر شيوعًا في ذلك البلد.

## تأثيرات السنوس على الميكروبات الفموية
تم التدقيق في السنوس لتأثيره المحتمل على الميكروبات الفموية. تلعب الميكروبات الفموية، التي تتكون من كائنات دقيقة في تجويف الفم، دورًا حاسمًا في الحفاظ على صحة الفم. يمكن أن تؤدي الاختلالات في الميكروبات الفموية إلى مشاكل صحية في الفم، مع تأثير عوامل مختلفة، بما في ذلك استخدام التبغ، على هذا التوازن.
بينما أشارت الأبحاث إلى أن التدخين يغير بشكل كبير الميكروبات الفموية، فإن الدراسات حول تأثيرات السنوس محدودة. تشير الدراسات الأولية إلى أن السنوس قد يؤثر على تكوين وتنوع الميكروبات الفموية. على وجه التحديد، حددت إحدى الدراسات اختلافات في وفرة بعض أنواع البكتيريا بين مستخدمي السنوس وغير المستخدمين.
على الرغم من أن استخدام السنوس مرتبط بحالات مثل انحسار اللثة وتغير لون الأسنان، إلا أن العلاقة بمشاكل صحة الفم الشديدة مثل مرض دواعم السن وسرطان الفم لا تزال غير حاسمة. ومع ذلك، يحتوي السنوس على مواد كيميائية ضارة، بما في ذلك النيكوتين، التي قد تؤثر سلبًا على صحة الفم. هناك حاجة إلى مزيد من البحث لفهم تأثيرات السنوس بشكل كامل على الميكروبات الفموية وآثارها على صحة الفم.

## أحاسيس السنوس: دور النيكوتين والمضافات
الإحساس بالحرقان الذي غالبًا ما يتم تجربته مع السنوس ناتج عن النيكوتين نفسه (على غرار الوخز الناتج عن علكة النيكوتين) وبعض المضافات الغذائية مثل كربونات الصوديوم (E500). كربونات الصوديوم مادة مضافة غذائية تستخدم لزيادة الرقم الهيدروجيني للتبغ (تقليل الحموضة). يؤدي هذا إلى زيادة التوافر البيولوجي للنيكوتين، مما يعني توفر المزيد للامتصاص. تمتص الأغشية المخاطية النيكوتين الحر بسهولة. بعض المنكهات (النعناع على وجه الخصوص) قابضة وقد تزيد من الإحساس بالوخز أو الحرقان.

## نقاش حول الصحة العامة

### اختلاف الآراء حول تخفيف الأضرار
هناك بعض الجدل بين باحثي الصحة العامة حول استخدام أنظمة توصيل التبغ أو النيكوتين "الأكثر أمانًا"، وينقسم عمومًا إلى خطين من التفكير. يعتقد البعض (بشكل أساسي في الاتحاد الأوروبي وكندا) بـ "الحد من ضرر التبغ"، مع الاعتقاد العام بأنه على الرغم من أنه يجب أن يظل هدفًا هو تقليل الإدمان على النيكوتين في السكان ككل، فإن تقليل الضرر على صحة أولئك الذين يختارون استخدام النيكوتين أكثر واقعية من الرغبة في تقليل الإدمان على النيكوتين بشكل عام. بعبارة أخرى، يجب تشجيع الأشخاص الذين يستخدمون أشكالًا أكثر ضررًا من التبغ (مثل السجائر) على التحول إلى منتجات أقل ضررًا (مثل السنوس). أما المدرسة الأخرى للفكر فهي أنه لا ينبغي الترويج لأي منتج تبغ، وبدلاً من ذلك يجب التركيز على جعل المستخدمين يتحولون إلى العلاج ببدائل النيكوتين أو الإقلاع تمامًا.

### السنوس كأداة للحد من الضرر (وجهة نظر المؤيدين)
أحد المؤيدين لاستخدام السنوس للحد من الضرر هو كارل فاجرستروم، الحاصل على درجة الدكتوراه في علم النفس وهو باحث في مجال الإقلاع عن التدخين في السويد. تُظهر بعض الأبحاث المتاحة اليوم أن استخدام السنوس يقلل أو يلغي خطر الإصابة بالسرطانات المرتبطة باستخدام منتجات التبغ الأخرى، مثل مضغ التبغ (النوع المستخدم بشكل أساسي في الولايات المتحدة وكندا، والذي يتم إنشاؤه في عملية مماثلة لتبغ السجائر) والسجائر. يُعتقد أن الاستخدام الواسع النطاق للسنوس من قبل الرجال السويديين (يقدر بـ 30٪ من المدخنين السويديين السابقين الذكور)، والذي يحل محل تدخين التبغ وأنواع النشوق الأخرى، هو المسؤول عن انخفاض معدل الوفيات المرتبطة بالتبغ بين الرجال في السويد بشكل ملحوظ مقارنة بأي دولة أوروبية أخرى [بحاجة لمصدر]. في المقابل، نظرًا لأن النساء تقل احتمالية استخدامهن للسنوس تقليديًا، فإن معدل الوفيات المرتبطة بالتبغ في السويد يمكن مقارنته بمعدل الوفيات في البلدان الأوروبية الأخرى.
قد يكون السنوس أقل ضررًا من منتجات التبغ الأخرى (انظر أعلاه). وفقًا لكينيث وارنر، مدير شبكة أبحاث التبغ بجامعة ميشيغان، "درست الحكومة السويدية هذه المادة حتى الموت، وحتى الآن، لا يوجد دليل قاطع على أن لها أي عواقب صحية ضارة. ... مهما اكتشفوا في النهاية، فهو أقل خطورة بكثير من التدخين."

### السنوس في إطار تقليل أضرار التبغ
فحص تقرير عام 2014 بتكليف من الصحة العامة في إنجلترا بشأن وسيلة أخرى للحد من أضرار التبغ، وهي السجائر الإلكترونية، حالة السنوس باعتبارها "تجربة طبيعية فريدة من نوعها في تأثير منتج مقبول اجتماعيًا وغير طبي وبأسعار معقولة وسهل الوصول إليه وقليل الضرر على انتشار تدخين التبغ". وخلصوا إلى أنه "على الرغم من الجدل، فإن التجربة الطبيعية السويدية تُظهر أنه على الرغم من الاستخدام المزدوج والاستيعاب الأولي للمنتج الأقل ضررًا من قبل الشباب، فإن توفر بدائل أقل ضررًا لمدخني التبغ يمكن أن يكون له تأثير مفيد. في حين أن السنوس ليس من المرجح أن يصبح خيارًا قانونيًا أو قابلاً للتطبيق سياسيًا في المملكة المتحدة، فإن هذه البيانات تثبت المفهوم القائل بأن استراتيجيات الحد من الضرر يمكن أن تساهم في تحقيق انخفاضات كبيرة في انتشار التدخين."

### مناقشات حول استخدام السنوس ومتوسط العمر المتوقع
يبدو أن المناقشات والجدل المستمر بين الباحثين العلميين الرئيسيين حول آثار استخدام السنوس على متوسط العمر المتوقع تشير إلى زيادة كبيرة في متوسط العمر المتوقع بين الأشخاص الذين سبق لهم تدخين التبغ وتحولوا إلى السنوس، اعتمادًا على عمر الأشخاص الذين يتحولون، حتى عندما يُفترض أن 100٪ من خطر الإصابة بأمراض أمراض القلب والأوعية الدموية بين المدخنين ينتقل إلى مستخدمي السنوس. قررت هذه الدراسة أنه "لحدوث ضرر صافٍ، يجب أن يبدأ 14-25 مدخنًا سابقًا في استخدام السنوس لتعويض المكسب الصحي من كل مدخن يتحول إلى السنوس." كما لوحظ، في المراسلات الواردة في الاقتباس السابق، أن المخاوف بشأن تأثير التسويق من قبل صناعة التبغ، والمتأثرة بنتائج هذه الدراسات العلمية، هي مصدر قلق رئيسي للعديد من الباحثين في هذا المجال، بما في ذلك خطر تشجيع الصناعة على محاولة زيادة مبيعات السنوس بين الشباب وتشجيع الاستخدام المزدوج للسنوس والتبغ المدخن، واستخدام النيكوتين الطبي، بدلاً من السنوس، يمكن أن يستهدف بشكل أفضل السكان المعرضين للخطر، بالنظر إلى سهولة الوصول والأسعار بشكل أفضل.

### قيود العلاج ببدائل النيكوتين والدور الممكن للسنوس
ومع ذلك، فقد توصل إجماع متزايد بين الباحثين في مجال الإقلاع عن التدخين إلى أن منتجات العلاج ببدائل النيكوتين (NRT) لها فعالية محدودة لأن متعاطي التبغ قد يبحثون عن مزيج من مثبطات أوكسيداز أحادي الأمين (الموجودة في التبغ) والنيكوتين، أو أن منتجات NRT لا تقدم كميات كافية من النيكوتين. تعمل مثبطات أوكسيداز أحادي الأمين في التبغ على تضخيم التأثيرات المجزية للنيكوتين، ولكنها قد تعمل أيضًا كشكل من أشكال التطبيب الذاتي للأشخاص المصابين بالاكتئاب. قد يفسر هذا الارتباط بين المرض العقلي والتدخين، ولكن المتغير المربك هو أن تعاطي النيكوتين المزمن نفسه قد ثبت أنه يزيل حساسية مستقبلات النيكوتين بمرور الوقت ويؤدي إلى تأثيرات مضادة للاكتئاب. يرتبط الإقلاع عن التدخين نفسه بقوة بانخفاض الاكتئاب والقلق والتوتر وتحسين المزاج الإيجابي ونوعية الحياة مقارنة بالاستمرار في التدخين. لقد تم افتراض أن نجاح السنوس عند مقارنته بـ NRT التقليدي كبديل للسجائر يمكن أن يعزى إلى خصائصه المثبطة لـ MAO. ومع ذلك، يبدو أن الدراسات تشير إلى أنه لتثبيط MAO، يجب أن يتم تحليل التبغ حراريًا (أي إشعاله كما في السجائر والسيجار والغليون). النظرية المتنافسة هي أن نجاح السنوس كبديل للتدخين يرجع إلى قدرته على توصيل النيكوتين بشكل مشابه للنيكوتين المكتسب من خلال السجائر، ومرتين أعلى من النيكوتين المكتسب من خلال NRT. علاوة على ذلك، فإن استخدام السنوس، على غرار السجائر، يوفر اختيار العلامة التجارية وطقوس الاستخدام الجمالية وأذواق التبغ، وبالتالي له تأثيرات حسية قد تفتقر إليها منتجات NRT.

### السنوس مقابل العلاج ببدائل النيكوتين التقليدي: معدلات النجاح في الإقلاع عن التدخين
حقق استخدام السنوس اليومي للإقلاع عن التدخين معدل نجاح بنسبة 54٪ للامتناع التام، ومعدل نجاح بنسبة 60٪ لخفض كبير في استهلاك السجائر.

### الجدل حول مستويات النيتروزامين في السنوس
يؤكد معارضو مبيعات السنوس مع ذلك أنه حتى المستويات المنخفضة من النيتروزامين في السنوس لا يمكن أن تكون خالية تمامًا من المخاطر، لكن مؤيدي السنوس يشيرون إلى أنه طالما يتم استخدام السنوس كبديل للتدخين أو كوسيلة للإقلاع عن التدخين، فإن التأثير الصافي الإجمالي إيجابي، على غرار تأثير لصقات النيكوتين.

### السنوس والتدخين السلبي ومنظور الحد من الضرر
بالإضافة إلى ذلك، فإن هذا يلغي أي تعرض للتدخين السلبي، مما يقلل من الضرر المحتمل على مستخدمي التبغ غير المدخنين الآخرين. يُنظر إلى هذا من قبل دعاة الصحة العامة الذين يؤمنون بـ "الحد من الضرر" كسبب للتوصية بالسنوس، بالإضافة إلى طرق NRT الأخرى، بدلاً من الاستمرار في استخدام طرق استهلاك التبغ التي تؤدي إلى التدخين السلبي.
ومع ذلك، هذا لا يلغي أي ضرر على الصحة ناتج عن النيكوتين نفسه. تركز الأبحاث الحالية على الآثار الجانبية المحتملة طويلة المدى للنيكوتين على ضغط الدم وارتفاع ضغط الدم والمخاطر المحتملة للإصابة بسرطان البنكرياس بسبب النيتروزامينات الخاصة بالتبغ(TSNAs). TSNAs هي المكون الوحيد في التبغ الذي ثبت أنه يحفز سرطان البنكرياس في حيوانات المختبر. قد يؤدي النيكوتين أيضًا إلى تفاقم مرض البنكرياس، لأن النيكوتين يحفز إنتاج الجهاز الهضمي لـ كوليسيستوكينين، الذي يحفز نمو البنكرياس وقد يكون متورطًا في سرطان البنكرياس. حتى الآن، فإن الأدلة التي تشير تحديدًا إلى تورط السنوس في سرطان البنكرياس هي مجرد دلالة. والجدير بالذكر أن احتمالية الإصابة بسرطان البنكرياس من السجائر أعلى من الاحتمال المقترح للإصابة بسرطان البنكرياس من السنوس.
تمت دراسة تأثير السنوس السويدي على ضغط الدم في جامعة أوميو في عينة سكانية مختارة عشوائيًا مكونة من 4305 رجال سويديين تتراوح أعمارهم بين 25 و 74 عامًا. في الدراسة، التي نُشرت في نوفمبر 2008، لم يجد الباحثون أي ارتفاع في ضغط الدم لدى مستخدمي السنوس الذين لم يدخنوا قط مقارنة بغير مستخدمي التبغ.